# Екатериновка (Астраханская область)
Екатериновка — село в Енотаевском районе Астраханской области России. Входит в состав Фёдоровского сельсовета.

## География
Находится на правом берегу реки Волга, примерно в 7 км к северо-востоку от административного центра поселения, села Фёдоровка, на высоте 22 метров ниже уровня моря.

Климат умеренный, резко континентальный. Характеризуется высокими температурами летом и низкими — зимой, малым количеством осадков, а также большими годовыми и летними суточными амплитудами температуры воздуха.

## Население
| 2002 | 2010 |
| ---- | ---- |
| 4    | ↗6   |

По данным Всероссийской переписи, в 2010 году численность населения села составляла 6 человек (3 мужчины и 3 женщины). Согласно результатам переписи 2002 года, в национальной структуре населения русские составляли 100 %.

## Улицы
Уличная сеть села состоит из 2 улиц (ул. Московская и ул. Кирова).